# 克沃達瓦
克沃達瓦（波蘭語：Kłodawa）是波蘭的城鎮，位於該國中部，距離科沃20公里，由大波蘭省負責管轄，始建於十一世紀，面積4.32平方公里，人類在該鎮附近居住的歷史可追溯至四千年前，2006年人口6,829。

## 外部連結
- Kłodawa official website（页面存档备份，存于）
- Jewish Community of Klodawa memorial website

52°15′N 18°55′E / 52.250°N 18.917°E